# البطولات الأسترالاسية 1906 (كرة مضرب)
هنا قائمة بالبطولات الأسترالاسية لكرة المضرب, المعروفة الآن باسم أستراليا المفتوحة لسنة 1906:

## فردي الرجال
آنتوني ويلدنغ هزم  فرانك فيشر 6-0 6-4 6-4